# Administrador de webs
Un administrador de webs, en anglès webmaster, és un terme que en informàtica s'utilitza per a referir-se a aquella persona que s'ocupa de la gestió, el funcionament i el manteniment d'un lloc web o un servidor web.